# Pax Romana

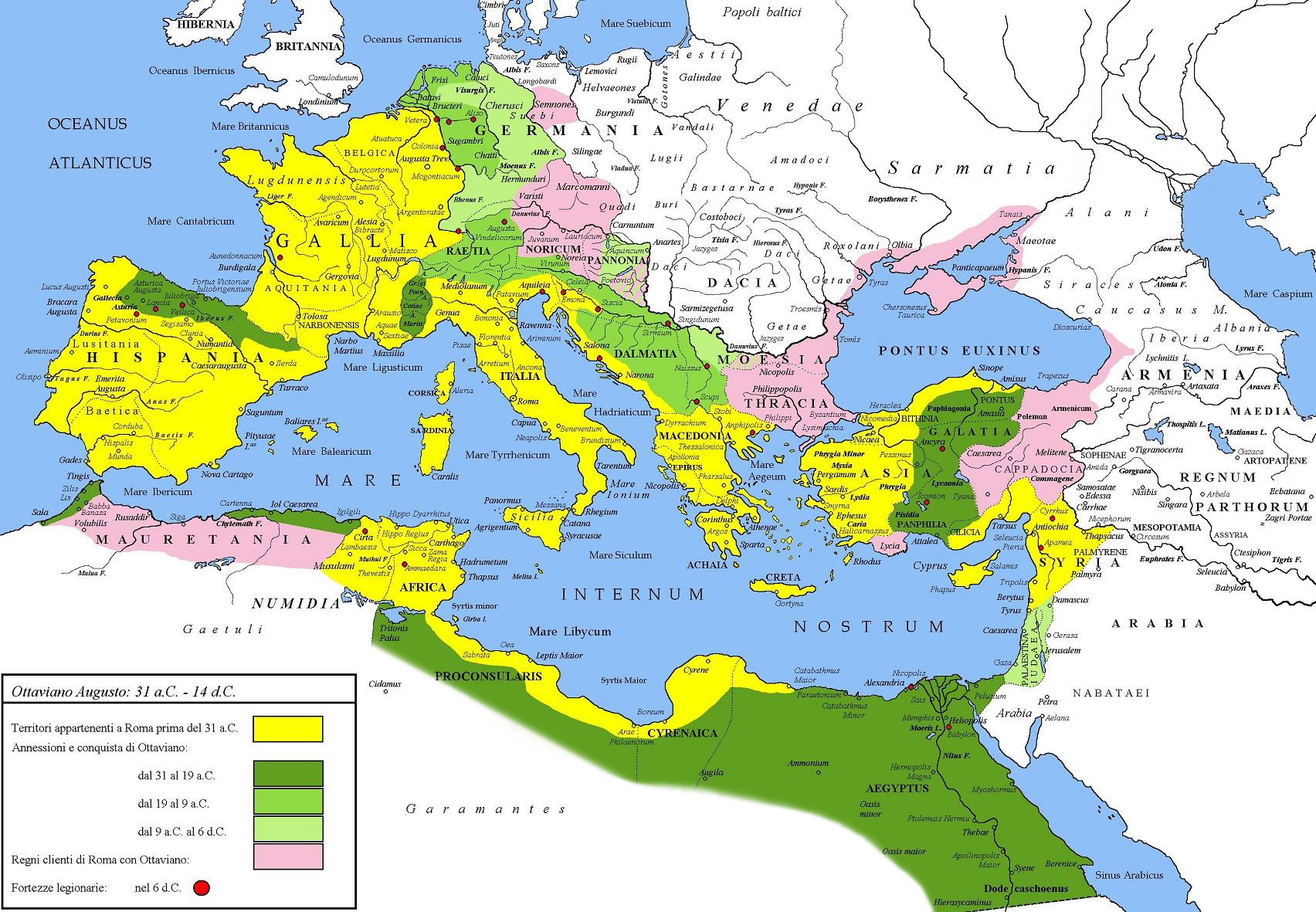
Rozszerzenie Rzymu za panowania Oktawiana Augusta. Żółty reprezentuje rozszerzenie Republiki w 31 p.n.e., zielony reprezentuje podbite stopniowo terytoria pod władzą Augusta, zaś różowy oznacza terytoria zależne.

Pax Romana (pol. pokój rzymski) – określenie stanu pokoju istniejącego wewnątrz i na zewnątrz Imperium Rzymskiego. 
Początek tego okresu wyznacza zakończenie wojen domowych u schyłku istnienia republiki rzymskiej w I wieku p.n.e. Jako że zapanował za rządów Oktawiana Augusta, jest czasem nazywany Pax Augusta. W szerokim ujęciu pokój trwał od ustanowienia pryncypatu przez Augusta w 27 r. p.n.e. do śmierci Marka Aureliusza w 180 r. n.e..
W tym czasie większość mieszkańców imperium cieszyła się względnym spokojem, choć w tak długim czasie zdarzały się krótkie okresy walk wewnętrznych. Jednym z gwałtowniejszych była wojna domowa jaka wybuchła po śmierci Nerona, od której wziął swą nazwę rok czterech cesarzy (69 r. n.e.). Gwałtowny przebieg miała również wojna domowa po zamordowaniu cesarza Pertynaksa w 193 r. n.e. Jednak w porównaniu do pozostałych epok w historii starożytnego Rzymu okres ten nie obfitował w wiele krwawych zmagań wewnętrznych. Więcej było natomiast wojen zewnętrznych, były jednak one toczone głównie poza granicami państwa, a w pierwszym okresie miały przede wszystkim charakter ekspansywny i kończyły się przyłączaniem kolejnych prowincji do imperium. 
Szczytowy okres pokoju i dobrobytu, gdy z Pax Romana korzystała nieprzerwanie większość prowincji imperium, przypadał na tzw. złoty wiek cesarstwa przypadający na lata 96–180 i obejmujący panowanie cesarzy: Nerwy, Trajana, Hadriana, Antonina Piusa i Marka Aureliusza. Choć za panowania tego ostatniego rozpoczął się okres wzmożonych ataków plemion germańskich, które nad środkowym i górnym Dunajem przełamały granicę i spustoszyły prowincje naddunajskie, dochodząc do granic Italii.